# 五華県
五華県（ごかけん）は中華人民共和国広東省梅州市に位置する県。

## 歴史
1071年（熙寧4年）、北宋により長楽県が設置された。1914年に五華県と改称され現在に至る。

## 行政区画
下部に16鎮を管轄する
- 転水鎮、潭下鎮、郭田鎮、梅林鎮、双華鎮、華陽鎮、華城鎮、周江鎮、水寨鎮、河東鎮、岐嶺鎮、長布鎮、横陂鎮、安流鎮、棉洋鎮、竜村鎮

## 交通

### 鉄道
- 竜竜高速鉄道（中国語版）
  - 五華駅
- 漳竜線（中国語版）
  - 華城駅

### 道路
- 高速道路
  - 長深高速道路
  - 済広高速道路
  - 汕湛高速道路
  - 梅汕高速道路
- 国道
  - G205国道